# Puente de Remagen
El Puente de Remagen o puente Ludendorff (en alemán: Brücke von Remagen o Ludendorff-Brücke) fue un puente sobre el Rin situado en Remagen (Alemania), al sur de Bonn. Fue construido durante la Primera Guerra Mundial a instancia de los mandos militares alemanes para hacer llegar tropas y material de guerra al frente. Fue conocido con el nombre de puente Ludendorff, en referencia al general alemán Erich Ludendorff. 
Años después, a finales de la Segunda Guerra Mundial, una unidad del ejército estadounidense llegó a hacerse con el control del puente el 7 de marzo de 1945. Las tropas alemanas habían intentado demoler el puente dos veces, pero fracasaron. Como represalia, Hitler hizo fusilar a cuatro de sus oficiales y continuaron los intentos de hacer volar el puente. Su captura por parte de las tropas estadounidense fue conocida como el "Milagro de Remagen". Aun así, el 17 de marzo de 1945, el puente se hundió y 28 soldados norteamericanos perdieron la vida.

## Museo

Imágenes del puente durante la guerra

El Museo de la Paz del Puente de Remagen fue abierto al público el 7 de marzo de 1980. Las torres, que en su momento fueran testigo de un episodio singular durante la Segunda Guerra Mundial, contienen una exposición que relata la historia del puente que sostenían. Cuenta con diferentes elementos museográficos y recursos audiovisuales, donde se explican diversos aspectos de la guerra mundial y las batallas de soldados británicos, estadounidenses y belgas contra los alemanes para hacerse con el puente. Actualmente guarda documentación relativa a varias guerras y se ha convertido, por lo tanto, en un centro de análisis e investigación de conflictos actuales para el estudio de la paz.